# スパスパ人間学!
『スパスパ人間学!』（スパスパにんげんがく）は、1999年10月14日から2005年3月31日までTBSで毎週木曜日18:55から放送していた（一部地域を除く）生活情報バラエティ・教養番組である。字幕放送。放送開始から2002年3月までは『回復!スパスパ人間学』（かいふく!スパスパにんげんがく）というタイトルで放送されていた。

## 番組概要
- 主に体のメカニズムや健康に役立つ情報などを紹介していた。
- 脳や身体のメカニズムの解説VTRでは、全身タイツの男達が体内の各部位や化学物質などに扮して役割を演じるというスタイルで説明されていた。
- 番組の最後に、爆笑問題が検証をおさらいするコントがあった。
- 番組で取り上げてブームとなったものに、「もろみ酢」「ゴーヤー茶」「ラム肉」等がある。
- 収録は主に東京メディアシティ（TMC）内・TBS砧スタジオで隔週金曜日行われた。
- 前期の頃は脳や身体に関する科学的メカニズムを中心に特集していたが、番組後期の頃はダイエットや健康食品など女性向け情報を提供する番組に変化していった。

## 出演者

### 司会
- 森本毅郎（開始 - 2004年10月7日、最終回はゲスト）
- 爆笑問題（太田光・田中裕二）

### アシスタント
いずれも、担当期間中はTBSアナウンサー。
- 小島慶子（開始 - 2002年9月19日）
- 木村郁美（2002年10月3日 - 終了）

### スタジオレギュラー
- 伊集院光（ - 2001年）
- 加藤晴彦（ - 2002年12月12日）
- 飯島愛（2003年 - ）
- 松嶋尚美（2004年 - ）

## スタッフ
- ナレーター：服部潤、大神いずみ、長井秀和
- スパぞうくんの声：山本圭子
- 構成：妹尾匡夫、ほそかわ紀子、真田ゑみ子、シマダ秀樹、高橋洋二、秋葉高彰
- 技術：阿部智昭
- 照明：篠原秀樹
- 美術：西條実
- 美術制作：杉浦仁、岡嶋正浩
- 編集：小野貴志（IMAGICA）
- MA：津田秀樹（IMAGICA）
- 音響効果：高橋秀治
- 取材プロデューサー：富田茂、諸岡祐子
- 演出：松添美徳、増山賢、春日孝夫、富田茂、水井清浩
- 総合演出：荒牧克久
- プロデューサー：遠藤千鶴子
- 制作プロデューサー：戸田郁夫
- 制作協力：TBS-V
- 制作：TBSテレビ、TBSエンタテインメント、TBSライブ
- 製作著作：TBS

## ネット局と放送時間
この番組は前枠『見ればなっとく!』に引き続きローカルセールス枠扱いであるため、局により時差ネット、または未放送だったのもあった。
| 放送対象地域   | 放送局                    | 系列    | 放送時間           | ネット状況 |
| -------------- | ------------------------- | ------- | ------------------ | ---------- |
| 関東広域圏     | TBSテレビ（TBS）          | TBS系列 | 木曜 18:55 - 19:54 | 制作局     |
| 北海道         | 北海道放送（HBC）         | TBS系列 | 木曜 18:55 - 19:54 | 同時ネット |
| 青森県         | 青森テレビ（ATV）         | TBS系列 | 木曜 18:55 - 19:54 | 同時ネット |
| 岩手県         | IBC岩手放送（IBC）        | TBS系列 | 木曜 18:55 - 19:54 | 同時ネット |
| 山形県         | テレビユー山形（TUY）     | TBS系列 | 木曜 18:55 - 19:54 | 同時ネット |
| 福島県         | テレビユー福島（TUF）     | TBS系列 | 木曜 18:55 - 19:54 | 同時ネット |
| 新潟県         | 新潟放送（BSN）           | TBS系列 | 木曜 18:55 - 19:54 | 同時ネット |
| 富山県         | チューリップテレビ（TUT） | TBS系列 | 木曜 18:55 - 19:54 | 同時ネット |
| 石川県         | 北陸放送（MRO）           | TBS系列 | 木曜 18:55 - 19:54 | 同時ネット |
| 鳥取県・島根県 | 山陰放送（BSS）           | TBS系列 | 木曜 18:55 - 19:54 | 同時ネット |
| 山口県         | テレビ山口（TYS）         | TBS系列 | 木曜 18:55 - 19:54 | 同時ネット |
| 愛媛県         | あいテレビ（ITV）         | TBS系列 | 木曜 18:55 - 19:54 | 同時ネット |
| 長崎県         | 長崎放送（NBC）           | TBS系列 | 木曜 18:55 - 19:54 | 同時ネット |
| 沖縄県         | 琉球放送（RBC）           | TBS系列 | 木曜 18:55 - 19:54 | 同時ネット |
| 宮城県         | 東北放送（TBC）           | TBS系列 | 土曜 9:30 - 10:30  | 遅れネット |
| 中京広域圏     | 中部日本放送（CBC）       | TBS系列 | 日曜 10:30 - 11:30 | 遅れネット |
| 近畿広域圏     | 毎日放送（MBS）           | TBS系列 | 土曜 13:55 - 14:55 | 遅れネット |
| 広島県         | 中国放送（RCC）           | TBS系列 | 日曜 12:54 - 13:54 | 遅れネット |
| 福岡県         | RKB毎日放送（RKB）        | TBS系列 | 土曜 17:00 - 18:00 | 遅れネット |
| 熊本県         | 熊本放送（RKK）           | TBS系列 | 土曜 9:30 - 10:30  | 遅れネット |
| 宮崎県         | 宮崎放送（MRT）           | TBS系列 | 土曜 12:00 - 13:00 | 遅れネット |
| 岡山県・香川県 | 山陽放送（RSK）           | TBS系列 | 不定期放送         | 遅れネット |